# 杰克逊县 (科罗拉多州)
杰克逊县（英語：Jackson County）是美国科羅拉多州北部的一個縣，北鄰怀俄明州，面積4,198平方公里。根據2020年美國人口普查，共有人口1,379人。縣治瓦爾登（Walden）。該縣成立於1909年，縣名紀念第七任美国总统安德鲁·杰克逊。